# Wapen van Waterschap Walcheren

Het wapen van het waterschap Walcheren

Het Nederlandse Waterschap Walcheren werd op 14 augustus 1965 bij koninklijk besluit toegestaan het wapen van het Waterschap Walcheren te gebruiken, waarmee het oude polderbestuur van Walcheren in 1816 was bevestigd. Het wapendiploma van de Hoge Raad van Adel van 1819 is in mei 1940 verbrand. In 1996 ging het waterschap met andere waterschappen op in het nieuwe waterschap Waterschap Zeeuwse Eilanden. Hiermee verviel het wapen.

## Beschrijving
De oude blazoenering uit 1819 luidt als volgt:
In goud een walvisch van zwart, zwemmend op een zee, golvend gedwarsbalkt van blauw en zilver van zes stukken.
De blazoenering uit 1965 luidt als volgt:
Van goud, beladen met een walvis van sabel, zwemmende op een zee gegolfd van azuur en zilver van zes stukken. Het schild gedekt met een gouden kroon van 11 paarlen.

## Geschiedenis en Symboliek
De oudste afbeeldingen van het wapen met de walvis dateren uit de late 16e eeuw. In 1596 lieten de Staten van Walcheren een rekenpenning slaan met daarop de spuitende walvis op de golven. De reden van de walvis op het wapen is echter niet helemaal duidelijk. Volgens Mattheus Smalleganges Nieuwe Cronyk van Zeeland (1700), symboliseerde de walvis de dreiging van de zee. Toendertijdse opvattingen dat de naam Walcheren afkomstig was van walvis bestreed hij, het zou eerder andersom zijn.